# Daanbantayan
Daanbantayan (Bayan ng Daanbantayan) är en kommun i Filippinerna. Kommunen tillhör provinsen Cebu och ligger på ön med samma namn. Folkmängden uppgår till 69 336 invånare.

## Barangayer
Daanbantayan är indelat i 20 barangayer.
| - Agujo - Bagay - Bakhawan - Bateria - Bitoon - Calape - Carnaza - Dalingding - Lanao - Logon | - Malbago - Malingin - Maya - Pajo - Paypay - Poblacion - Talisay - Tapilon - Tinubdan - Tominjao |

## Bildgalleri

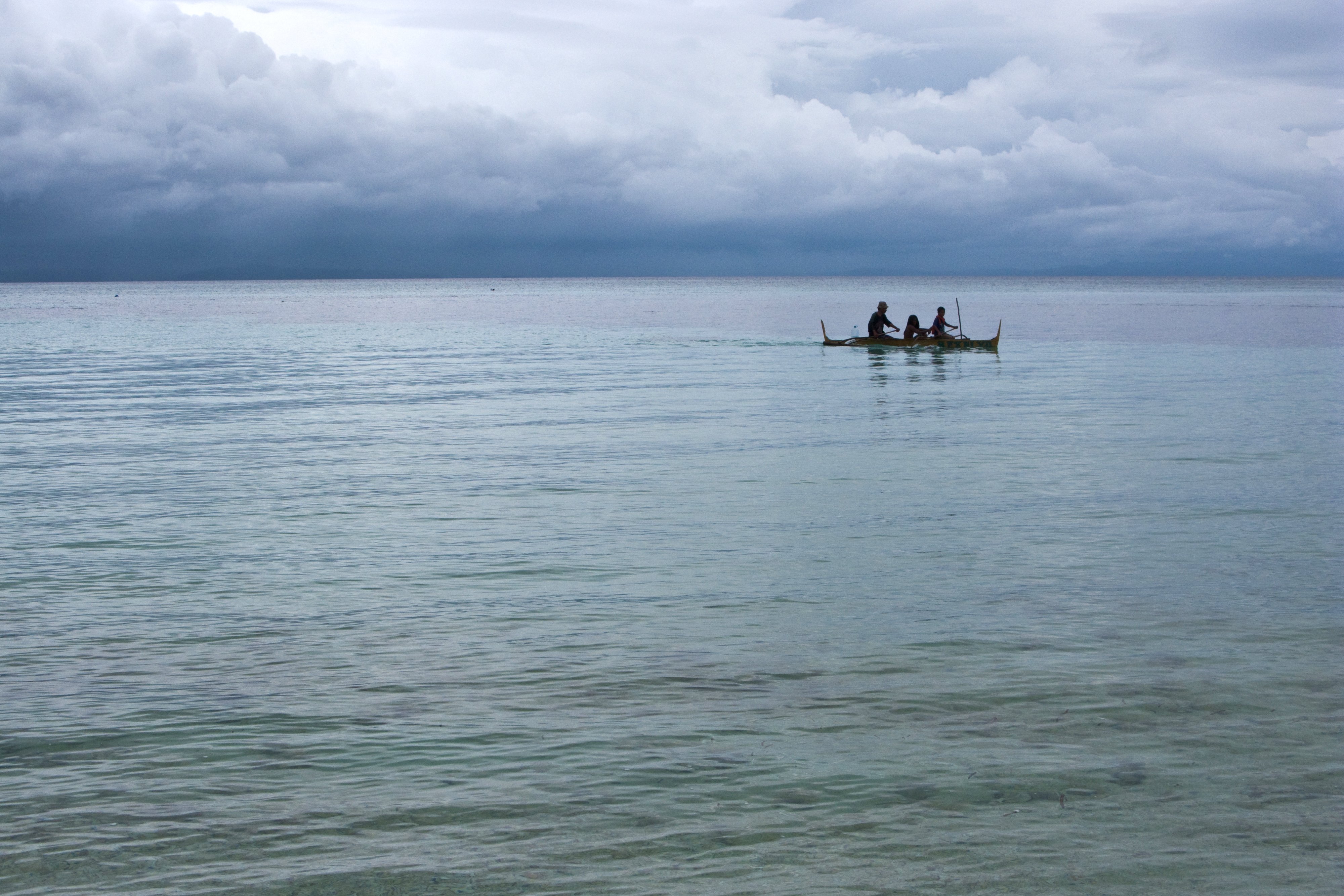
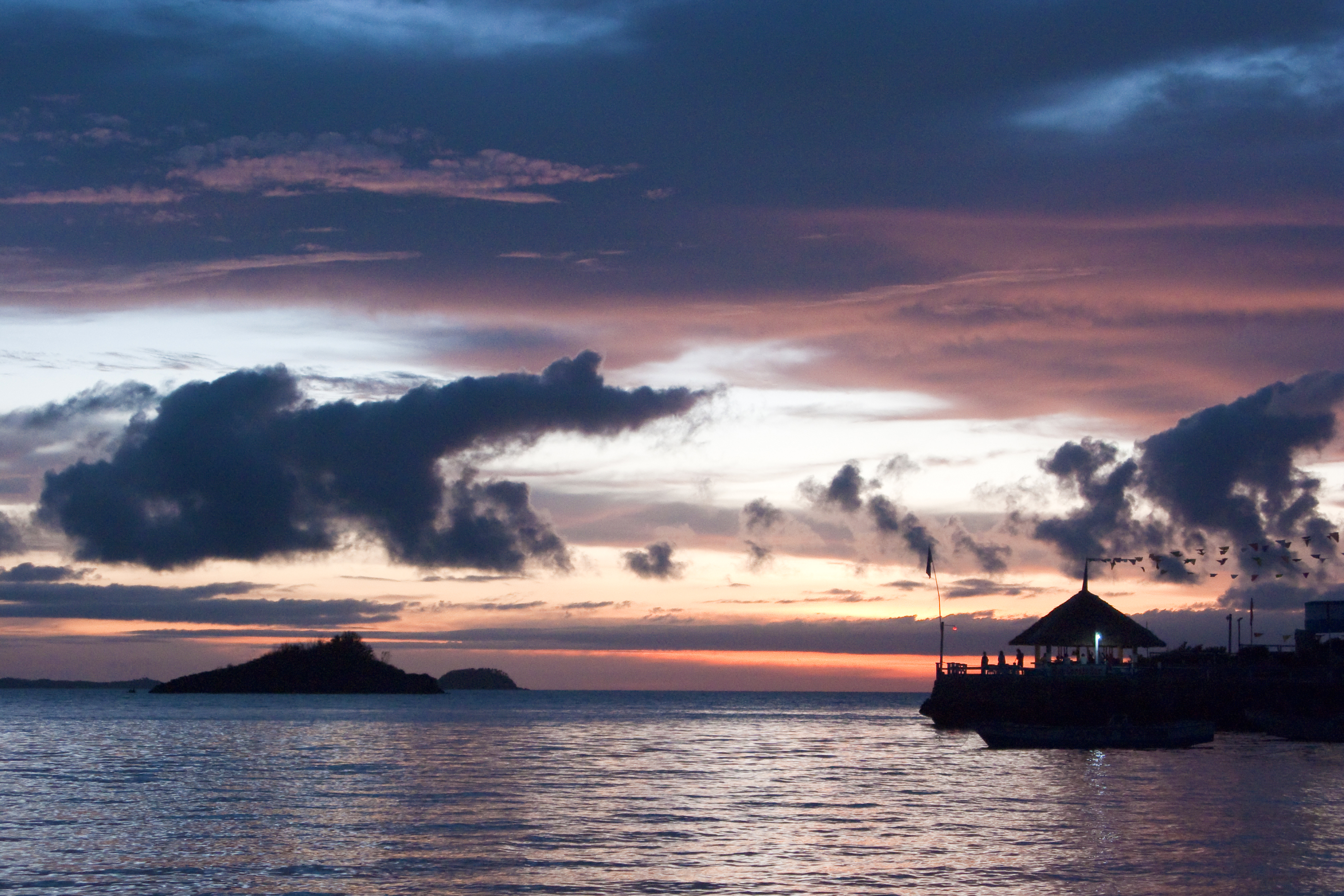
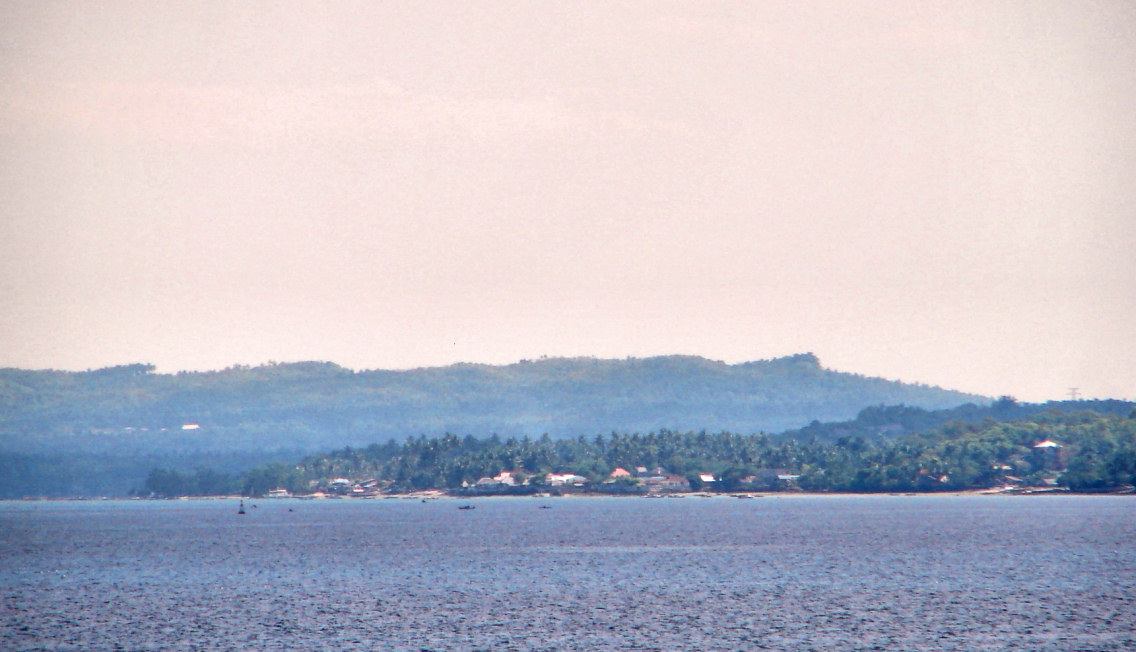
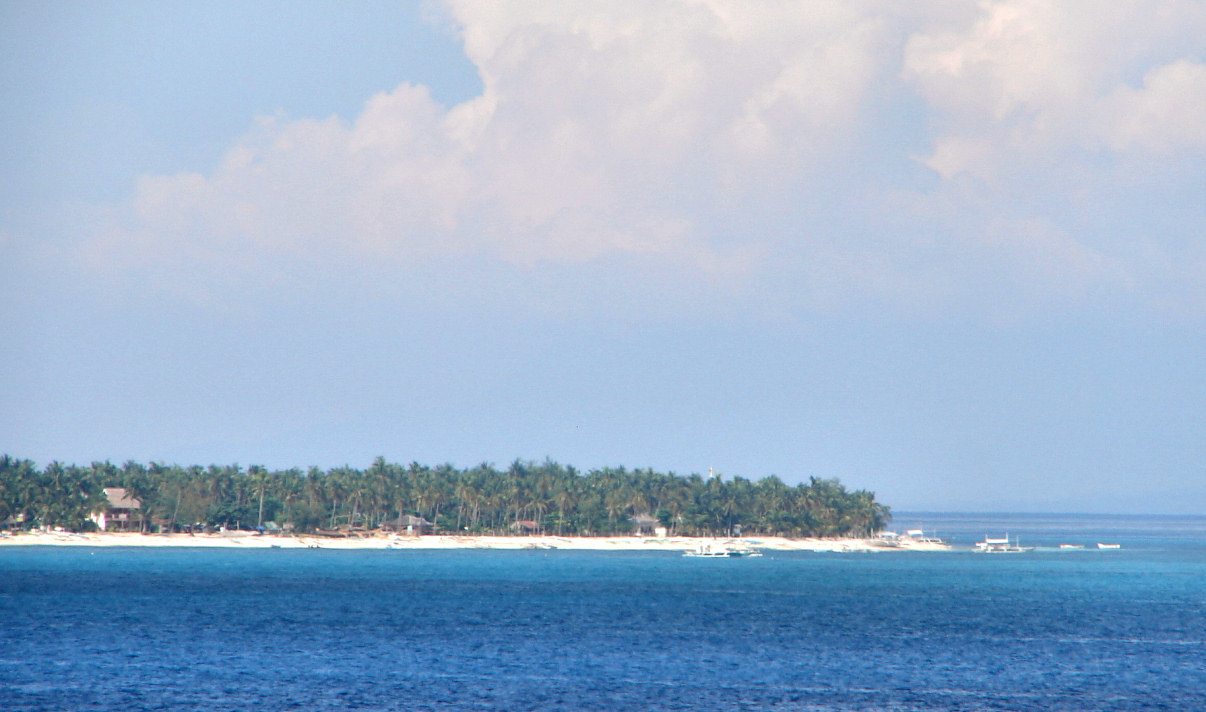